# Thymus kosteleckyanus
Thymus kosteleckyanus is een vaste plant uit de lipbloemenfamilie (Lamiaceae). De wetenschappelijke naam werd gepubliceerd door Philipp Maximilian Opiz in 1825.

## Kenmerken
Thymus kosteleckyanus groeit bereikt een lengte van 10 à 30 cm (soms 40 cm). Heeft lancetvormige tot elliptische bladeren die meestal 1 à 2 cm lang en 1,5 à 4 mm breed worden. De bloemen zijn lila van kleur. Bloeit van eind mei tot in juli.

## Verspreiding en biotoop
Thymus kosteleckyanus groeit op droge weiden, graslanden en rotsachtige gebieden van de Pannonische Vlakte en omringende gebieden, Bulgarije, Roemenië, Oekraïne en de zuidelijke delen van Europees Rusland, waar zijn verspreidingsgebied zich splitst in de richting van de Kaukasus enerzijds en naar het zuiden van West-Siberië, Kazachstan, Kirgizië en Xinjiang anderzijds. Heeft een geïsoleerd voorkomen in het Poolse woiwodschap Święty Krzyż.

## Synoniemen
- Thymus pannonicus All.
- Thymus marschallianus Willd.

... · 
T. kosteleckyanus · 
T. praecox (Kruiptijm) · 
T. pulegioides (Grote tijm) · 
T. serpyllum (Kleine tijm) · 
T. vulgaris (Echte tijm) · 
...